# Konklawe 1404
Konklawe 12-17 października 1404 – konklawe okresu Wielkiej schizmy zachodniej, w wyniku którego Innocenty VII został trzecim z kolei papieżem rzymskiej obediencji.

## Śmierć Bonifacego IX
Papież Bonifacy IX zmarł 1 października 1404. W trakcie 15 lat swojego pontyfikatu zdołał częściowo przywrócić papiestwu nadszarpnięty autorytet, nie udało mu się jednak doprowadzić do zakończenia schizmy, częściowo dlatego, że w jego wersji miało ono polegać na uznaniu przez awiniońskiego antypapieża (najpierw Klemensa VII, potem (od 1394) Benedykta XIII) jego władzy w zamian za łaskę dla niego i jego kardynałów.
Podobnie jak w 1389 po śmierci rzymskiego papieża Urbana VI oraz w 1394 po śmierci „awiniończyka” Klemensa VII rozważano, czy nie lepiej odstąpić od wyboru i zaczekać na śmierć rywala lub wręcz uznać jego władzę. Ostatecznie jednak kardynałowie Bonifacego IX szybko przystąpili do konklawe.

## Lista uczestników
Rzymska obediencja Kolegium Kardynalskiego w październiku 1404 liczyła zaledwie dwunastu kardynałów. Dziewięciu z nich wzięło udział w konklawe:
- Angelo Acciaioli; Kardynał z Florencji[5] (nominacja kardynalska: 17 grudnia 1384) – kardynał prezbiter S. Lorenzo in Damaso
- Francesco Carbone; Kardynał z Monopoli[5]  OCist (17 grudnia 1384) – kardynał prezbiter S. Susanna; penitencjariusz większy; archiprezbiter bazyliki laterańskiej; komendatariusz opactwa terytorialnego Farfa
- Enrico Minutoli; Kardynał z Neapolu[5] (18 grudnia 1389) – kardynał prezbiter S. Anastasia; archiprezbiter bazyliki liberiańskiej; kamerling Świętego Kolegium Kardynałów; protektor Zakonu Krzyżackiego
- Cosimo Gentile Migliorati; Kardynał z Bolonii[5] (18 grudnia 1389) – kardynał prezbiter S. Croce in Gerusalemme; komendatariusz opactwa terytorialnego S. Genesio w Brescello
- Cristoforo Maroni; Kardynał z Isernii[5] (18 grudnia 1389) – kardynał prezbiter S. Ciriaco; archiprezbiter bazyliki watykańskiej
- Antonio Caetani; Kardynał z Akwilei[5] (27 lutego 1402) – kardynał prezbiter S. Cecilia
- Angelo d’Anna de Sommariva OSBCam; Kardynał z Lodi[5] (17 grudnia 1384) – kardynał prezbiter S. Pudenziana
- Rinaldo Brancaccio (17 grudnia 1384) – kardynał diakon Ss. Vito e Modesto
- Landolfo Maramaldo; Kardynał z Bari[5] (21 grudnia 1381/18 grudnia 1389[6])  – kardynał diakon S. Nicola in Carcere Tulliano

Wszyscy elektorzy byli Włochami. Pięciu z nich mianował Urban VI, czterech Bonifacy IX.
Kamerlingiem Świętego Kościoła Rzymskiego był wówczas Corrado Caraccioli, biskup Mileto.

### Nieobecni
Trzech kardynałów (Węgier i dwóch Włochów) nie uczestniczyło w konklawe:
- Bálint Alsáni; Kardynał z Peczu[5] (17 grudnia 1384) – kardynał prezbiter S. Sabina; protoprezbiter Świętego Kolegium Kardynałów; administrator diecezji Pecz
- Ludovico Fieschi (17 grudnia 1384) – kardynał diakon S. Adriano; protodiakon Świętego Kolegium Kardynałów; administrator diecezji Vercelli
- Baldassare Cossa; Kardynał S. Eustachio[5] (27 lutego 1402) – kardynał diakon S. Eustachio; legat apostolski w Romanii

Alsáni i Fieschi zostali mianowani przez Urbana VI, natomiast Cossa przez Bonifacego IX.
Kardynał Fieschi na wieść o śmierci Bonifacego IX przeszedł do obediencji antypapieża Benedykta XIII.

## Wybór Innocentego VII
Konklawe rozpoczęło się 12 października na Watykanie. 14 października kardynałowie podpisali kapitulację wyborczą, która zobowiązywała elekta do podjęcia wszelkich działań, łącznie z abdykacją, na rzecz zakończenia schizmy. Właściwe wybory trwały stosunkowo krótko. Już 17 października jednogłośnie wybrano na papieża 65-letniego Cosimo Gentile Miglioratiego, który przybrał imię Innocenty VII.
11 listopada 1404 nowy papież został koronowany. Wbrew swym obietnicom, nowy papież zaraz po elekcji odrzucił pojednawcze gesty Benedykta XIII i w ciągu dwóch lat swojego pontyfikatu nie podjął żadnych realnych działań w celu przezwyciężenia schizmy.